# Federação Catarinense de Surf
A Federação Catarinense de Surf (FECASURF) é uma federação desportiva brasileira do surfe, sendo o órgão máximo do esporte no Estado de Santa Catarina. Está sediada no bairro Estreito, em Florianópolis.

## História
Em 1º de dezembro de 1980, surgiu a Associação Catarinense de Surf (ACS). A partir de 1987, recebeu a atual denominação Federação Catarinense de Surf (FECASURF). A entidade promove o Circuito Catarinense de Surf Profissional e Amador, tendo como principal objetivo planejar, administrar e fomentar o esporte em Santa Catarina. É filiada à Confederação Brasileira de Surf – CBS, e também à Associação Brasileira de Surf Profissional – ABRASP, sendo nesta, membro do Conselho Executivo.
A FECASURF realizou etapas da divisão de acesso à elite do surf mundial e a etapa brasileira do ASP World Tour, entre 2003 e 2010 na Praia da Vila, em Imbituba. 
A FECASURF possui 27 associações legalmente filiadas, e que são sediadas em vários municípios do litoral catarinense, sendo que estas entidades são responsáveis pelos circuitos locais.

## Presidentes
- 1987-1989     - Roberto Lima
- 1989-1991     - Ledo Ronchi
- 1991-1993     - Bira Schauffer
- 1993-1996     - Paulo Francalaci
- 1996-1998     - Junior Maciel
- 1998-2000     - Xandi Fontes
- 2000-2004     - Xandi Fontes
- 2004-2008     - Xandi Fontes
- 2008-2012     - Fred Leite
- 2012-2016     - Fred Leite
- 2016-2020     - Reiginaldo Gomes Ferreira[2]